# The American Analog Set
The American Analog Set (с англ. — «Американский аналоговый набор»), иногда упоминается как AmAnSet — инди-рок-группа из Остина. Они выпустили семь студийных альбомов на лейблах Emperor Jones, Tiger Style Records и Arts & Crafts. 27 октября 2023 года вышел их первый альбом For Forever с новым материалом с 2005 года. 9 февраля 2024 года The Numero Group выпустили бокс-сет New Drifters, содержащий первые три альбома группы и два альбома неизданных демо, би-сайдов и ауттейков. 10 апреля 2024 года The Numero Group объявили в своём Instagram, что работают над бокс-сетом с материалом эпохи Tiger Style.

## Характеристики
Стиль
The American Analog Set сочетают тёплый гул винтажных клавишных с приглушённым, эмоционально сдержанным вокалом, разреженными гитарами и компактной ритм-секцией, создавая музыку, вдохновлённую звучанием прошлого, таким как немецкий рок 70-х и американский андеграунд конца 80-х, при этом звучащую по-домашнему футуристично. В ранние годы они синхронизировали гитары с клавишными таким образом, что такие альбомы, как The Fun of Watching Fireworks 1996 года, были отнесены к движению спейс-рока. Позже они перешли к более песенному, гитарному подходу (например, на Promise of Love 2003 года), прежде чем расстаться. Они вернулись в 2023 году с For Forever, альбомом, который продолжил то, на чём они остановились десятилетиями ранее.

## Дискография
Смотри статью «Дискография The American Analog Set» в англ. разделе.
- The Fun of Watching Fireworks (1996, Emperor Jones)
- From Our Living Room to Yours (1997, Emperor Jones)
- The Golden Band (1999, Emperor Jones)
- Know by Heart (2001, Tiger Style)[4]
- Promise of Love (2003, Tiger Style)[5]
- Set Free (2005, Arts & Crafts)[6]
- For Forever (2023,  Hometown Fantasy)